# 拓跋連
拓跋連（400年代—427年4月15日），鮮卑名日連，魏道武帝拓跋珪第七子，生母段夫人，北魏宗室。

## 生平
天賜四年（407年）春二月，魏道武帝封拓跋連為廣平王。始光四年三月丁丑（427年4月15日），拓跋连去世，拓跋连没有儿子。魏太武帝拓跋焘封拓跋连的哥哥阳平王拓跋熙第二子拓跋浑为南平王，延续拓跋连的世系。

## 延伸阅读
[在维基数据编辑]
 《魏書/卷16》，出自魏收《魏书》
 《北史·卷016》，出自李延壽《北史》